# فاکوندو کورال

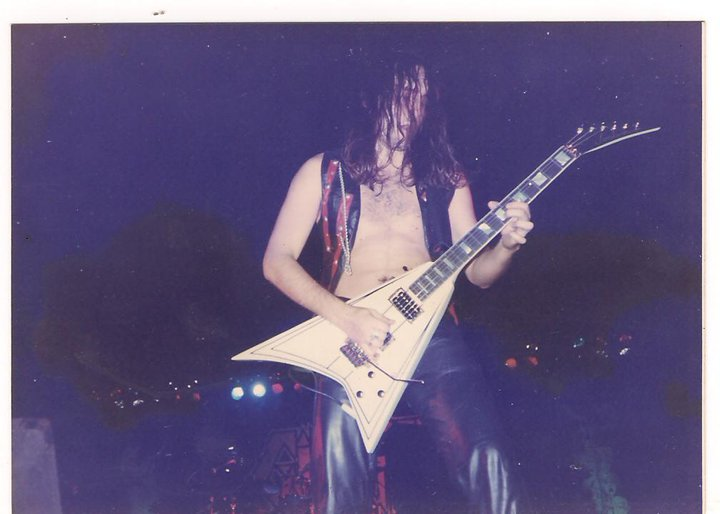

فاکوندو کورال (بوئنوس آیرس، ۱۳ مارس ۱۹۷۰) یک گیتاریست و آهنگساز متولد آرژانتین و بزرگ شده در ونزوئلا است. او در طول زندگی حرفه ای خود جوایز متعددی از جمله جایزه متال ونزوئلا ۲۰۰۳–۲۰۰۴ را دریافت کرده‌است. او همچنین دیسکوگرافی گسترده‌ای به عنوان نوازنده گیتار برای گیلمن، استراتوز، کرونوس، و ترن لوکو، در میان دیگران، و به عنوان گیتاریست مهمان در ضبط‌های مختلف دارد. او مؤسس و گیتاریست گروه کورال است. در جوانی به همراه گیتاریست جاز ونزوئلایی، گونزالو میکو، گیتار (تئوری و تئوری موسیقی) را آموخت. متعاقباً و پس از چهار سال کلاس، با کلینیک‌ها، فیلم‌ها، کتاب‌های آموزشی و تمرین مداوم به یادگیری خود ادامه داد.